# Světový den IPv6

Světový den IPv6 je událost podporovaná a organizovaná společností Internet Society a některými velkými poskytovateli internetové obsahu, jejímž smyslem je otestovat veřejné nasazení protokolu IPv6, který je plánovaný jako nástupce v současnosti dominantního IPv4. Proběhla 8. června 2011 od půlnoci do půlnoci UTC.